# مامون (ثروت)
مأمون (انگلیسی: Mammon) خدای ثروت و پول در ادیان مختلف است در روایات مختلف دینی، «مأمون» معمولاً به ثروت، ثروت مادی، یا جستجوی پول و دارایی به عنوان عبادت یا عبادت اشاره دارد. این اصطلاح از عهد جدید کتاب مقدس مسیحیان سرچشمه می‌گیرد، جایی که در آموزه‌های عیسی در انجیل متی آمده است. در این زمینه، مامون تجسم طمع مادی یا سود دنیوی است که می‌تواند افراد را از ارزش‌های معنوی دور کند. این مفهوم در ادبیات، هنر و الهیات بیشتر مورد بررسی قرار گرفته است، و اغلب به عنوان نمادی از خطرات وابستگی بیش از حد به ثروت و تأثیر مخرب حرص و آز عمل می‌کند.